# DirectFB
DirectFB (Direct Frame Buffer) — програмна бібліотека, що надає шар для створення графічних оточень. DirectFB можна розглядати як легковагову альтернативу X Window, орієнтовану для використання на мобільних і вбудованих системах, обмежених у ресурсах.  DirectFB надає засоби для задіяння апаратного прискорення графіки з використанням OpenGL, взаємодії з пристроями вводу.
Початковий код DirectFB поширюється під ліцензією LGPL.
DirectFB включає супутні проекти
- вбудовану систему управління вікнами, в тому числі з підтримкою прозорості — віконний менеджер SaWMan,
- композитний менеджер ilixi compositor
- звукову підсистему FusionSound і
- набір допоміжних сервісів FusionDale.

DirectFB може працювати безпосередньо поверх пристрою Framebuffer у Linux (/dev/fb), але не обмежується цим і може використовувати інші методи виводу.  Для застосунків DirectFB надає уніфікований рівень абстракції для задіяння доступних функцій апаратного забезпечення, при відсутності тих чи інших апаратних можливостей використовуються програмні заміни для всіх підтримуваних бібліотекою графічних операцій.  Для відображення шрифтів в DirectFB підтримується використання бібліотеки FreeType2, а для виведення відео — lib-xine. Підтримка PNG, JPEG, GIF і кадрів MPEG2 інтегрована безпосередньо в DirectFB.
Для роботи X11 поверх DirectFB розвивається спеціальний X-сервер XDirectFB, що дозволяє організувати вивід топового вікна X11 у вікні DirectFB.  Засоби для роботи поверх DirectFB розвиваються для бібліотек SDL, EFL (Enlightenment Foundation Libraries), GTK+ та Qt.
З мобільних продуктів, що використовують DirectFB можна відзначити мобільну платформу webOS, медіаплеер MythTV і платформу jointSPACE, використовувану в деяких моделях телевізорів Philips. Існує проект із забезпечення роботи Firefox безпосередньо з використанням DirectFB.

## Виноски
1. ↑  Ohloh Analysis Summary - DirectFB. Архів оригіналу за 10 жовтня 2012. Процитовано 26 червня 2012. [Архівовано 2012-10-10 у Wayback Machine.]